# Thrixspermum infractum
Thrixspermum infractum är en orkidéart som beskrevs av Rudolf Schlechter. Thrixspermum infractum ingår i släktet Thrixspermum och familjen orkidéer. Inga underarter finns listade i Catalogue of Life.